# Metro 2034: försvaret av Sevastopolskaja
Metro 2034: försvaret av Sevastopolskaja är en postapokalyptisk science fiction bok av den ryske författaren Dmitrij Gluchovskij. Det är en indirekt uppföljare till Metro 2033: den sista tillflykten och utspelar sig i samma fiktiva framtidsmiljö. Metro 2034 efterföljs av Metro 2035.

## Handling
Boken följer karaktären Hunter, som i Metro 2033 hade försvunnit. År 2034 har han återkommit till en isolerad station i utkanten av Moskvas tunnelbana och där tar han på sig uppdraget att rädda resterna av mänskligheten från en hotande katastrof.